# 天文之亂
天文之亂是從日本天文十一年到十七年（1542年－1548年）為止間的六年，伴隨著伊達氏當家伊達稙宗與嫡長子伊達晴宗間的內鬥而帶來的一連串紛爭。也稱作是「洞之亂」。

## 起因
天文之亂的起因，是因為稙宗為了推行他一貫的聯姻、過繼外交方針，要將晴宗的弟藤五郎真元（後來改名實元）送到越後守護上杉定實處做養子，並送最精銳的一百騎，陪同實元到上杉家。這件事使得家中出現反對意見。稙宗的嫡子晴宗就是反對派的首領。另一方面，天文十一年（1541年），為了答謝女婿相馬顯胤於田村和解之功，稙宗決定賜地與顯胤，但此事又為晴宗及眾家臣所不滿。雖然遭到家中實力派的反對，但稙宗仍然一意孤行，決定強行實施他的計劃。晴宗只有使用武力來制止父親的行動。天文十二年（1542年）六月，晴宗乘稙宗於郊外狩獵時，帶兵捉走稙宗，並將其幽禁於西山城，晴宗則自立為新家督。不久，幽禁於西山城的稙宗被從叔小梁川宗朝、盛宗父子救出，出逃後的稙宗，憤然決定出兵對付晴宗，最終爆發了影響東北久遠的「天文大亂」。由於稙宗的婚姻外交，奧州諸大名都無可避免的捲入亂事之中，奧州大名因此分為以相馬顯胤、二階堂輝行、蘆名盛氏、石川晴光等大名及伊達義宗等以宗親為主的稙宗派，及以大名岩城重隆及中野宗時等少壯派家臣為主的晴宗派。
天文十二年（1543年）二月，稙宗派的相馬顯胤與晴宗大戰於掛田城，五月，相馬伊達聯軍大破晴宗，七月，稙宗攻略刈田、柴田郡，翌年三月，稙宗更在石母田之戰大破晴宗勢，佔盡上風，奪回西山城。但與此同時，晴宗不斷向稙宗派大名的家臣內通，又賄賂蘆名盛氏及最上義守等大名，天文十六年（1547年），蘆名盛氏與田村隆顯及二階堂輝行對立而正式投入晴宗方，最強的盛氏倒戈後，一些小大名都開始倒戈向晴宗，石橋尚義及最上義守都先後寢返，稙宗方之勢因而急速轉衰，天文十七年（1548年）三月，有意退出的田村隆顯派使者到京都請將軍義輝出面調停，五月，義輝派聖後院道僧發出和睦令，由蘆名盛舜為使者調停，九月，兩方和解，稙宗被勒令到丸森城隱居，而晴宗則遷到米澤城，就任左京大夫、奧州探題之職並正式成為伊達家第十五代家督，晴宗於在位期間打敗其他親稙宗的大名，歷時六年（1542年-1548年）的天文大亂至此正式告終。

## 影響
是次大亂，導致伊達氏元氣大傷，並嚴重破壞與其他奧州大名的關係，也使稙宗的「伊達網絡」完全崩潰，從而成為往後與其他大名連年交戰的遠因。伊達氏亦因此折損不少家臣，造就日後重臣中野宗時得以獨攬大權。由於晴宗戰後對中野宗時更為信任，卻無力阻止其專權，最終導致嫡男輝宗的不滿情緒爆發。至永祿八年（1565年）五月，晴宗正式退位予輝宗，到杉目城隱居，同年六月十九日，稙宗也於丸森城病逝，享年七十八歲，法名真山圓入智松院，葬於小田陽林寺。